# (9660) 1996 FW4
A (9660) 1996 FW4 a Naprendszer kisbolygóövében található aszteroida. A NEAT program keretében fedezték fel 1996. március 22-én.